# Boom, Boom, Boom, Boom!!
Boom, Boom, Boom, Boom!! è un singolo del gruppo musicale olandese Vengaboys, pubblicato il 23 ottobre 1998.

## Descrizione
Il brano è stato pubblicato come singolo, estratto dall'album The Party Album, il 23 ottobre 1998, arrivando però al successo solo nell'estate 1999, della quale divenne uno dei maggiori tormentoni in Europa.
Dai ritmi particolarmente dance, la componente musicale della canzone riprende la linea melodica del brano Lay All Your Love On Me degli ABBA del 1981.

## Tracce
1. Boom Boom Boom Boom (Airplay) – 3:24
2. Boom Boom Boom Boom (Brooklyn Bounce Boombastic RMX) – 6:57
3. Boom Boom Boom Boom (Mark van Dale with Enrico RMX) – 6:34
4. Boom Boom Boom Boom (XXL Version) – 5:23
5. Boom Boom Boom Boom (Equator RMX) – 6:20
6. Boom Boom Boom Boom (Pronti & Kalmani RMX) – 6:50
7. Boom Boom Boom Boom (Beat Me Up Scotty RMX) – 7:38

## Classifiche
| Classifica (1998) | Posizione massima |
| ----------------- | ----------------- |
| Australia         | 2                 |
| Austria           | 8                 |
| Belgio (Fiandre)  | 1                 |
| Belgio (Vallonia) | 25                |
| Francia           | 4                 |
| Germania          | 6                 |
| Irlanda           | 7                 |
| Norvegia          | 1                 |
| Nuova Zelanda     | 1                 |
| Paesi Bassi       | 1                 |
| Regno Unito       | 1                 |
| Spagna            | 11                |
| Stati Uniti       | 84                |
| Svezia            | 1                 |
| Svizzera          | 13                |